# Deutsche Unihockey-Mixedmeisterschaft 2009
Die Endrunde der deutschen Unihockey-Mixedmeisterschaft 2009 wurde am 27. und 28. Juni 2009 in Chemnitz ausgespielt. Der MFBC Löwen Leipzig konnte sich im Finale gegen den Wyker TB durchsetzen und die deutsche Meisterschaft gewinnen.

## Qualifikation
Die Floor Fighters Chemnitz waren als Gastgeber automatisch qualifiziert. Die sieben weiteren Startplätze wurden über regionale Qualifikationsentscheide ausgespielt.

### Qualifikation Region Ost
Die Qualifikation für die Region Ost fand am 7. Juni 2009 in Grimma (Seuma-Halle) statt. Teilnahmeberechtigt waren Vereine aus Sachsen und Sachsen-Anhalt. Nachfolgend die Abschlusstabelle des Turniers:
| Verein               | Sp | S | U | N | +  | -  | Pkt |
| -------------------- | -- | - | - | - | -- | -- | --- |
| MFBC Löwen Leipzig   | 4  | 4 | 0 | 0 | 69 | 20 | 12  |
| MFBC Wikinger Grimma | 4  | 3 | 0 | 1 | 26 | 22 | 9   |
| USV TU Dresden       | 4  | 2 | 0 | 2 | 21 | 30 | 6   |
| Die Dritte Leipzig   | 4  | 1 | 0 | 3 | 21 | 35 | 3   |
| Partisan Connewitz   | 4  | 0 | 0 | 4 | 12 | 42 | 0   |

## Endrunde
Für die Endrunde um die deutsche Meisterschaft hatten sich folgende acht Mannschaften qualifiziert:
- Floor Fighters Chemnitz (Ausrichter)
- MFBC Löwen Leipzig (Region Ost)
- MFBC Wikinger Grimma (Region Ost)
- USV TU Dresden (Region Ost)
- TB Uphusen
- Wyker TB
- SSF Bonn
- UC Heidelberg

### Endstand
| Mixedmeisterschaft 2008 | Mixedmeisterschaft 2008 |
| ----------------------- | ----------------------- |
| Platz 1                 | MFBC Löwen Leipzig      |
| Platz 2                 | Wyker TB                |
| Platz 3                 | Floor Fighters Chemnitz |
| Platz 4                 | TB Uphusen              |
| Platz 5                 | UC Heidelberg           |
| Platz 6                 | SSF Bonn                |
| Platz 7                 | MFBC Wikinger Grimma    |
| Platz 8                 | USV TU Dresden          |